# Determiniertheit (Mengenlehre)
Determiniertheit bezeichnet in der Mengenlehre eine Eigenschaft von Mengen reeller Zahlen.
Eine reelle Zahl wird hier als eine abzählbar unendliche Folge natürlicher Zahlen aufgefasst, beispielsweise {\displaystyle (1,13,2,5,88,2,\ldots )}. Dies ist möglich aufgrund der Kettenbruchentwicklung, mit deren Hilfe sich jeder irrationalen Zahl eindeutig eine solche Folge zuordnen lässt.
Eine Menge reeller Zahlen {\displaystyle M} definiert ein Spiel auf die folgende Weise: Zwei Spieler {\displaystyle A} und {\displaystyle B} wählen abwechselnd je eine natürliche Zahl. Das Spiel endet, sobald unendlich viele Zahlen gewählt wurden. Durch dieses Spiel haben jetzt aber A und B eine Folge von natürlichen Zahlen, somit also eine reelle Zahl erzeugt. Liegt die erzeugte reelle Zahl nun in {\displaystyle M}, so hat {\displaystyle A} gewonnen, ansonsten {\displaystyle B}.
{\displaystyle M} heißt determiniert, falls für einen der beiden Spieler eine Gewinnstrategie existiert. In diesem Kontext versteht man unter einer Gewinnstrategie für einen Spieler eine Funktion, die auf der Menge aller Spielsituationen, in der das Spiel noch nicht beendet ist und er gerade am Zug ist, definiert ist. Der Wertebereich dieser Funktion ist die Menge der natürlichen Zahlen, d. h. die Funktion „sagt“ dem Spieler, welche natürliche Zahl er in einer bestimmten Spielsituation spielen soll.
Aus dem Standardaxiomensystem ZFC der Mengenlehre folgt, dass alle Borelmengen determiniert sind. Als zusätzliche Axiome werden das Axiom der projektiven Determiniertheit (PD) und das Axiom der Determiniertheit (AD) untersucht. PD besagt, dass sogar alle projektiven Mengen reeller Zahlen determiniert sind. AD besagt, dass alle Mengen reeller Zahlen determiniert sind. Diese Aussage widerspricht allerdings dem Auswahlaxiom, so dass man in diesem Fall das Axiomensystem ZF + AD (also ohne Auswahlaxiom) untersucht.